# Erik Fiehn
Erik Fiehn, född Erik Theodor Fiehn 22 juni 1907 i Köpenhamn, död 10 december 1977 i Köpenhamn, var en dansk kompositör och regissör.

## Filmmusik i urval
- 1939 – Cirkus
- 1945 – Trötte Teodor
- 1946 – Og en lys og lykkelig fremtid!
- 1947 – Ingen väg tillbaka
- 1952 – Åke klarar biffen